# Intermodulació
|  | Per a altres significats, vegeu «Distorsió (desambiguació)». |

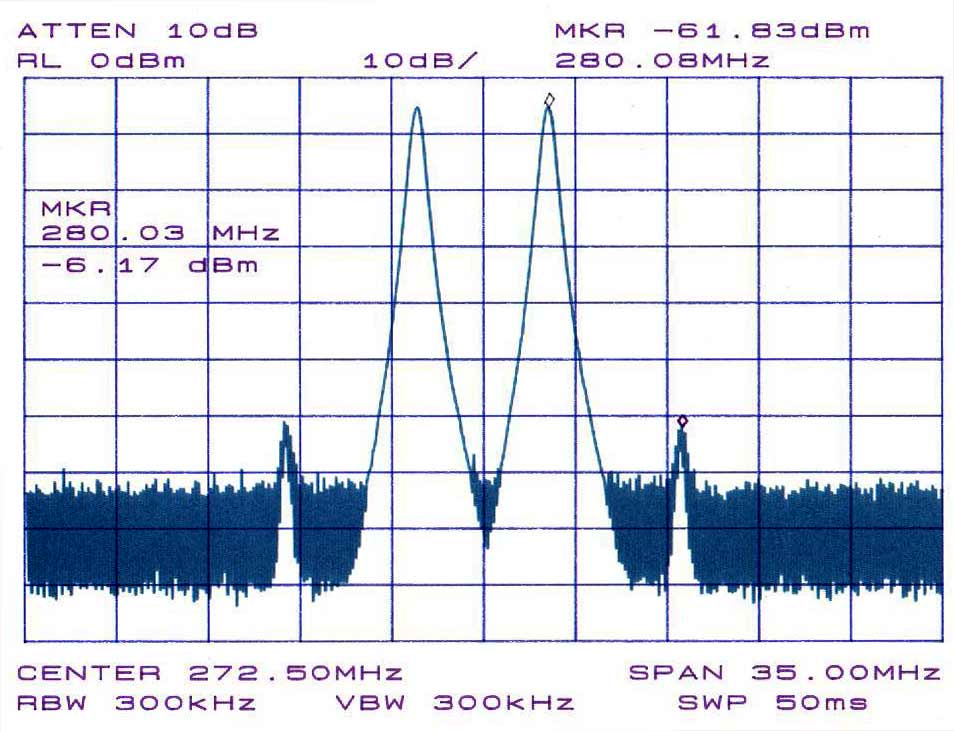
Espectre de freqüència amb una aparent intermodulació de dos senyals amb freqüències de 270 MHz i 275 MHz (crestes grans). El resultat intermodulació és visible a les freqüències de 280 MHz i 265 MHz

La intermodulació (en anglès intermodulation, abreujat IMD), és la modulació d'amplitud no desitjada de senyals, amb dos o més freqüències diferents, en un sistema amb comportament no lineal. La intermodulació entre cada component de freqüència formarà senyals addicionals en freqüències que no són, en general, harmònics (múltiples enters) de qualsevol d'elles, sinó sovint les freqüències suma i diferència de les freqüències originals.